# Wanzia fako
Wanzia fako är en spindelart som beskrevs av Griswold 1998. Wanzia fako ingår i släktet Wanzia och familjen Cyatholipidae.
Artens utbredningsområde är Kamerun. Inga underarter finns listade i Catalogue of Life.